# تشارلز أتلاس
تشارلز أتلاس (بالإنجليزية: Charles Atlas)‏ هو مخرج أمريكي، ولد في 1949 في سانت لويس في الولايات المتحدة.

## وصلات خارجية
- تشارلز أتلاس على موقع IMDb (الإنجليزية)
- تشارلز أتلاس على موقع ألو سيني (الفرنسية)
- تشارلز أتلاس على موقع أول موفي (الإنجليزية)
- تشارلز أتلاس على موقع قاعدة بيانات الفيلم (الإنجليزية)
- تشارلز أتلاس على موقع كينوبويسك (الروسية)